# 柏保路·靴南迪斯
柏保路·靴南迪斯·杜明基斯（西班牙語：Pablo Hernández Domínguez，1985年4月11日—）是一名西班牙足球運動員，擔任右中場，現效力於西班牙皇家足協甲組聯賽球會卡斯迪隆。

## 職業生涯
柏保路·靴南迪斯是巴伦西亚的青訓產品，於2005-06賽季最後一場賽事的下半場20分鐘首度為一隊上陣，對手是奧沙辛拿，但終以2-1落敗。2006-07賽季則外借至西乙球會加的斯。
2007年7月，華倫西亞以他作為交換條件，從基達菲購入中堅阿萊克西斯。柏保路·靴南迪斯加盟基達菲後，在第一週聯賽已獲正選上陣，在塞維利亞作客西維爾。球賽開始僅兩分鐘，基達菲就在西維爾禁區頂獲得罰球，柏保路·靴南迪斯主射入網，這是柏保路·靴南迪斯在西甲的第一球。這場比賽亦是西維爾球員佩亞達在比賽途中心臟病發逝世的一場。
在基達菲期間的表現，令華倫西亞決定動用回購權，在2008年初以100萬歐元購回柏保路·靴南迪斯，在2007/08球季重返華倫西亞，並與球會簽下6年合約。
2012年8月31日，英超斯旺西以破球會紀錄轉會費555萬英鎊從西甲華倫西亞購入柏保路·靴南迪斯並簽三年。

## 國家隊
2009年6月5日，柏保路·靴南迪斯獲西班牙徵召參加2009年洲際國家盃，作為因傷退隊的恩尼斯達之替補。
2009年6月20日，柏保路·靴南迪斯在2009年洲際國家盃第三場分組賽對主辦國南非的賽事中，於60分鐘入替當時自己球會隊友大衛·韋拿，獲得首次為西班牙國家隊上陣記錄。

## 外部連結
- 華倫西亞官方網站球員介紹頁面 （西班牙文）